# Georges Cuvelier
Georges Cuvelier (París, 26 de mayo de 1896 - ?) fue un ciclista francés, que fue profesional entre 1923 y 1929. Entre sus éxitos más importantes destacan la victoria en tres etapas de la Volta a Cataluña de 1927 y una octava posición en el Tour de Francia de 1926.

## Palmarés
1923
- 1.º en el Critérium des Aiglons y vencedor de una etapa

1927
- Vencedor de 3 etapas de la Volta a Cataluña

1928
- 1.º en la Copa Martini & Rossi

1929
- 1.º en el Tour del Sudeste y vencedor de 6 etapas

### Resultados en el Tour de Francia
- 1923. 20.º de la clasificación general
- 1924. 12.º de la clasificación general
- 1926. 8.º de la clasificación general
- 1927. Abandona (9.ª etapa)